# Chrístos Stylianídis
Chrístos Stylianídis (grec moderne : Χρήστος Στυλιανίδης), né le 26 juin 1958 à Nicosie, est un homme politique chypriote, membre du DISY.

## Biographie

### Formation et carrière professionnelle
Chirurgien-dentiste formé à l'université Aristote de Thessalonique en Grèce, en 1984, puis comme cadre à la John F. Kennedy School of Government (l'école d'affaires publiques de l'Université Harvard).

### Carrière politique
Il a été porte-parole du gouvernement chypriote de 1998 à 1999 et de 2013 à 2014. Il a été député national de 2006 à 2013. 
Lors des élections européennes de 2014, il a été élu député européen (inscrit comme membre du PPE). Il en a démission le 31 octobre 2014, du fait de sa nomination comme commissaire à l'aide humanitaire et à la réaction aux crises au sein de la Commission Juncker. Il a été remplacé au Parlement européen par Leftéris Christofórou.